# 岸田裕子
岸田裕子（日语：／ Kishida Yūko ?，1964年8月15日—），是曾任日本首相夫人，丈夫為前內閣總理大臣岸田文雄。

## 經歷

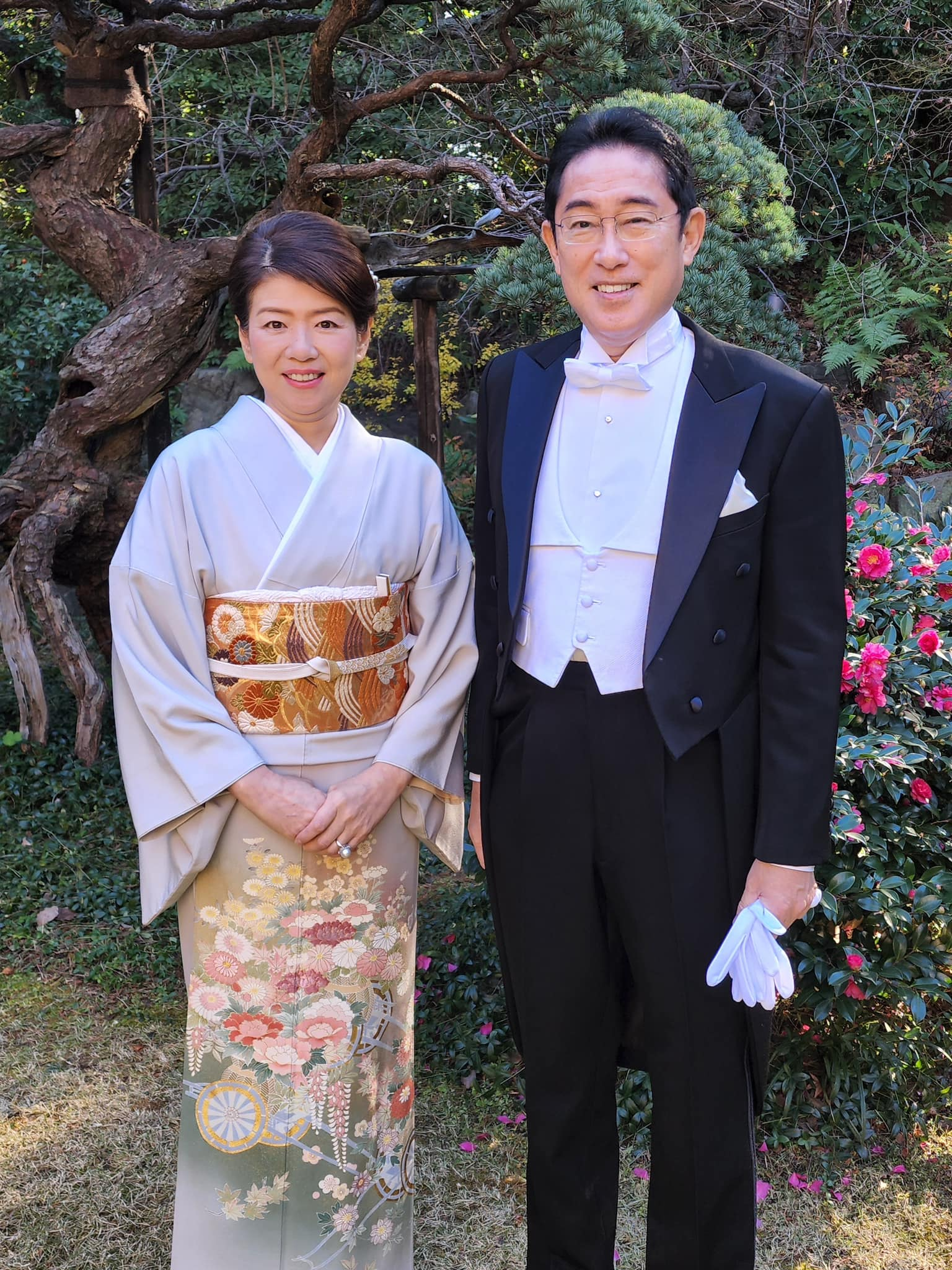
2023年元旦的岸田夫婦，左側為岸田裕子。

出生於廣島縣三次市，是家裡長女。就讀於廣島女子學院初高中，1987年畢業於東京女子大學人文科學部日本文學系。
從東京女子大學畢業後，她於1987年加入馬自達集團，擔任當時的副總裁和田淑弘等人的執行秘書。 1988年，她通過包辦婚姻與現任丈夫文雄結婚，育有三個兒子。

### 第一夫人

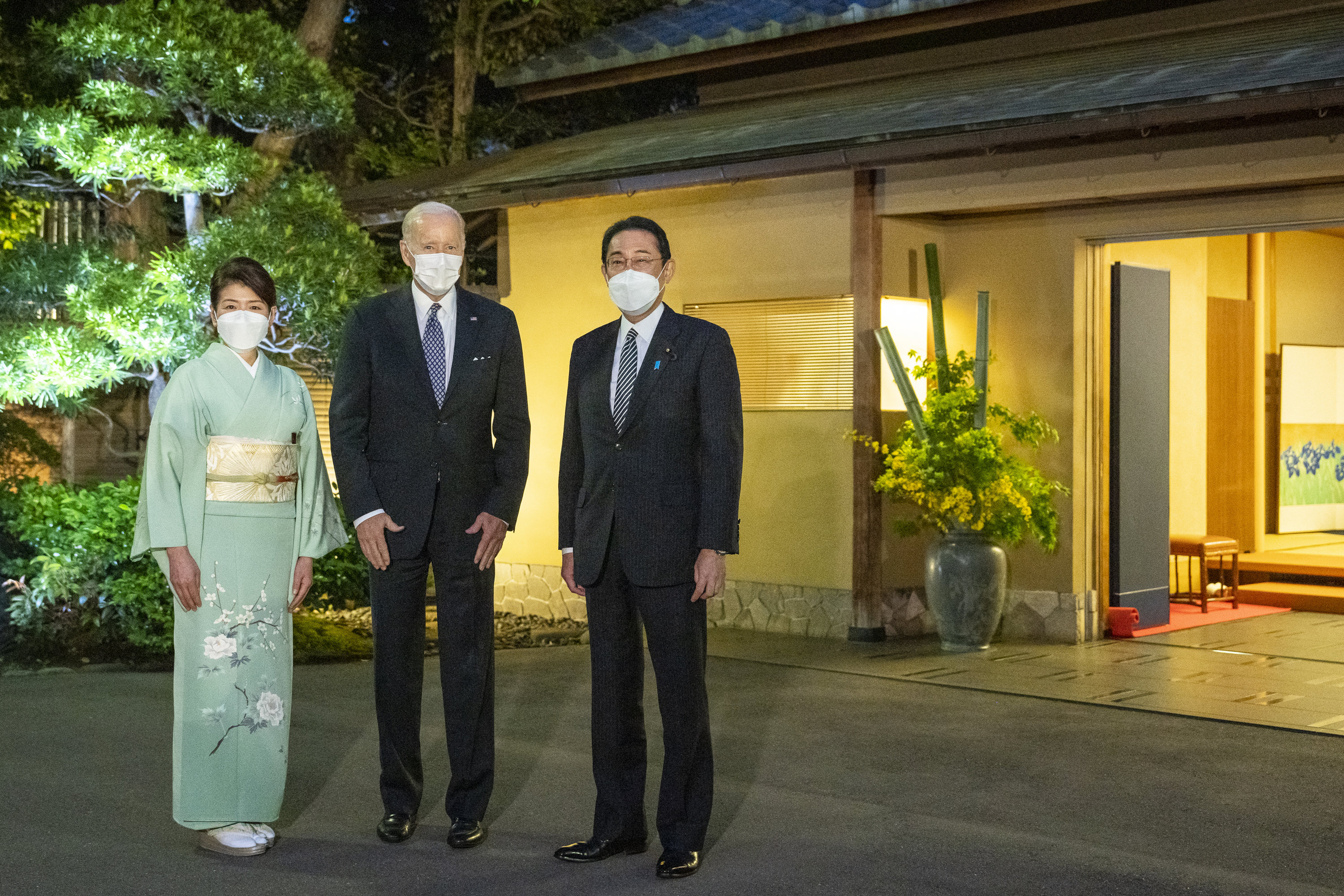
2022年，岸田夫婦於東京八芳園招待美國總統喬·拜登。

2021年10月4日，隨著丈夫文雄就任第100任首相，她接替菅真理子成為日本第一夫人（首相夫人）。
2023年4月16日至18日（當地時間），岸田裕子應美國第一夫人吉爾·拜登邀請單獨訪問美國首都華盛頓。这是首次日本第一夫人应美国第一夫人邀请单独访美。

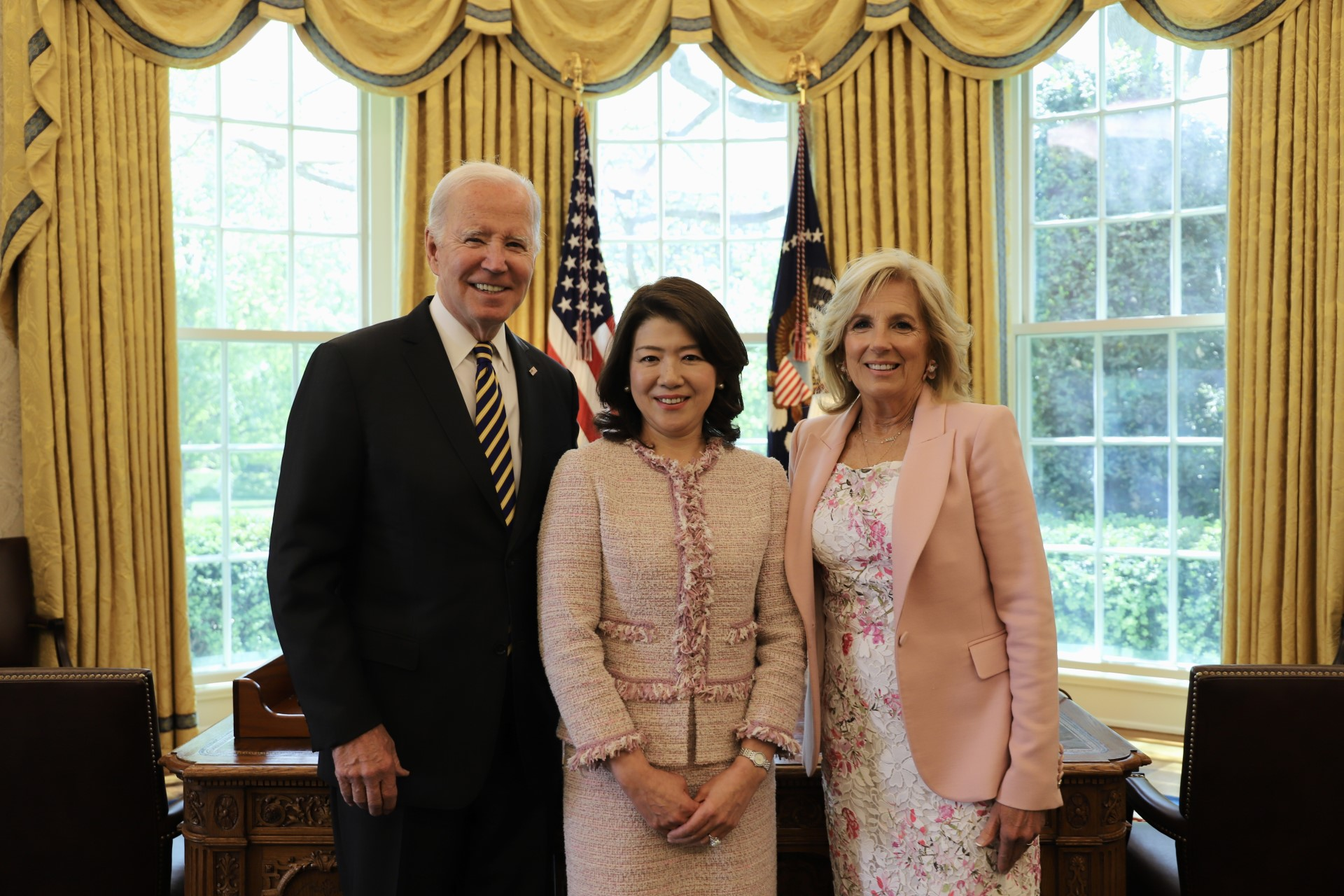
拜登夫婦與裕子會面

4月16日，裕子女士參觀了櫻花節街頭藝術節（華盛頓特區日美協會主辦）和國立亞洲美術館。

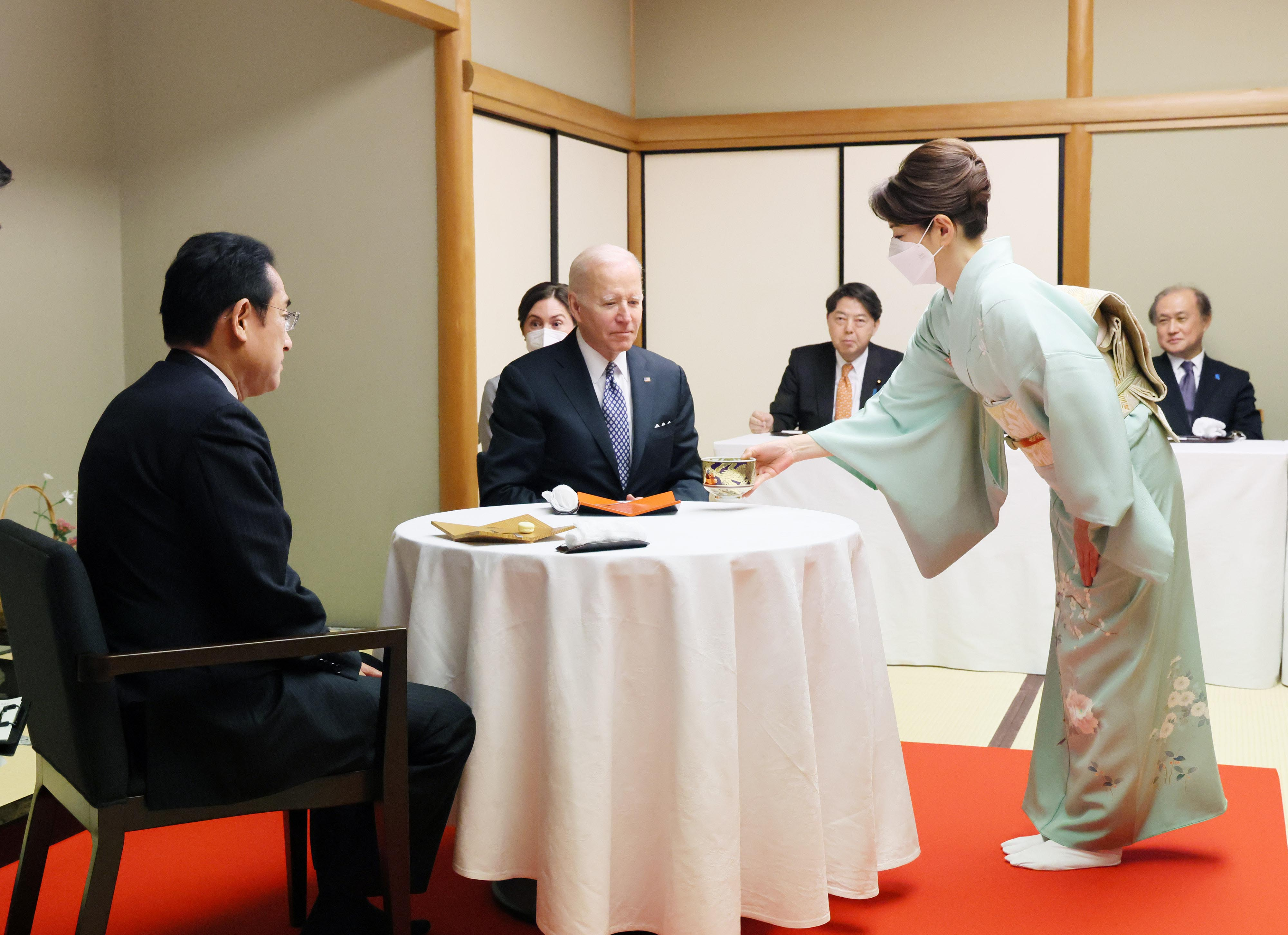
裕子給拜登抹茶

4月17日，裕子夫人作為首相夫人首次以貴賓身份單獨訪問白宮。在那裡，她會見了吉爾夫人，並表示希望通過華盛頓特區最大的文化活動——國家櫻花節，共同慶祝春天的到來，推動日美交流， 表示“我們將盡最大努力進一步加深在該領域培養的日美之間的友誼和善意”。 在隨後的午餐會上，兩位妻子就女性賦權問題交換了意見，並一致認為進一步推動日本和美國女性賦權非常重要。隨後，她在吉爾夫人的帶領下參觀了橢圓形辦公室，與拜登總統會面並簡短交談。隨後，日美領導人夫人岸田裕子和吉爾·拜登在白宮南花園種植了一棵櫻花樹，以紀念日美之間歷久不衰的友誼和善意。與吉爾夫人在白宮度過的時間也是異常漫長的兩個小時。裕子夫人此次訪美，是為同年5月在廣島舉行的第49屆G7峰會而進行的“第一夫人外交”。 裕子夫人告訴吉爾夫人，她和她的丈夫文雄期待著在廣島歡迎拜登總統和夫人。同一天，裕子夫人訪問了霍華德大學，這是華盛頓特區一所歷史悠久的著名黑人大學，也是副總統卡馬拉·哈里斯的母校。還與3月訪問日本並在東京和新潟縣學習日語的學生進行了會面，這是外務省推動的日美交流項目“掛橋項目”的一部分。

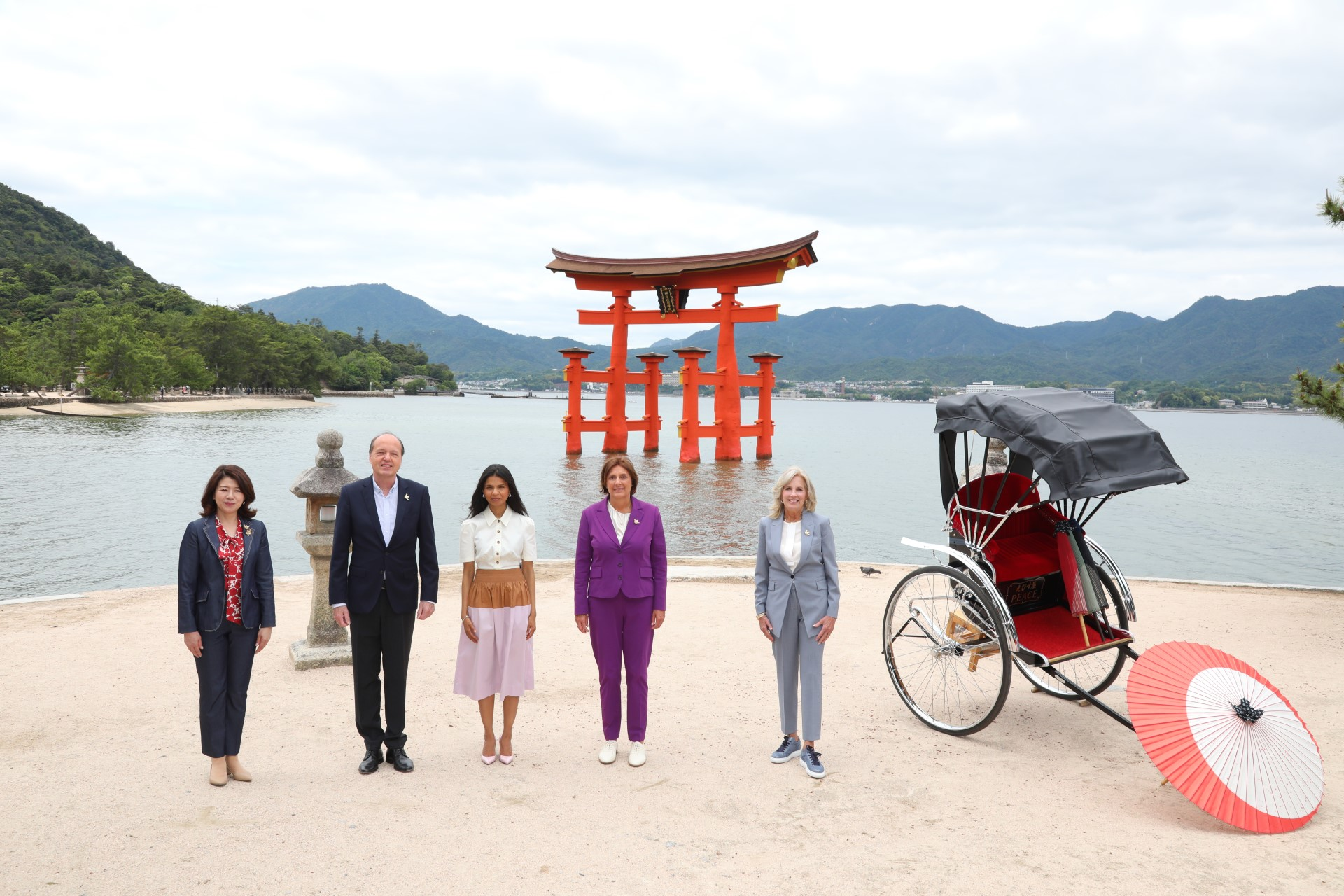
第49屆七大工業國組織會議

她的丈夫、首相岸田文雄評論了妻子外交的結果，他說：“妻子們加深彼此的關係很重要，因為這會影響她們的丈夫。”內閣官房長官松野博一將此次訪問定位為“有助於進一步促進日美友好關係的訪問”，並表示“日美兩國之間的紐帶更加緊密和牢固”比以往任何時候都多。